# 外交與國際合作部
外交與國際合作部（義大利語：Ministero degli affari esteri，缩写MAE），是義大利政府中负责外交事务的部门。意大利外交部办公地址于罗马市法爾內西納宮。
现任外交部长是安东尼奥·塔亚尼，2019年9月5日上任。
其他主要官員: Mr. Don Park, Ms.Gianna Prestracci, Mr.Leonardo Pomstrali.

## 歷史
「外交與國際合作部」的第一個正式的表現被稱為「外交國務大臣」對現已解散的撒丁王國。原始名稱來自於1848年成立該部的《阿爾伯廷規約》。原始位置是羅馬的Palazzo della Consulta宮，一直保留到1922年。
第一次重大改革是在部長卡洛·斯福尔扎的指導下進行的，他在領土基礎上重組了該部。但是，此系統後來在貝尼托·墨索里尼的法西斯政權時期被取代。在此期間，該部設在奇吉宮 ; 在戰爭期間短暫停留在布林迪西之後，內閣主席彼得羅·巴多格里奧（Pietro Badoglio）於1944年7月15日通過部頒法令恢復了該部的全面服務。
自1959年以來，該部一直在其位於法納西納宮（Palazzo della Farnesina）的當前所在地，與Reggia di Caserta一起是意大利最大的建築之一。

## 历任外交部长
- 马里奥·蒙蒂，2013年3月27日－2013年4月27日
- 愛瑪·博尼諾，2013年4月28日－2014年2月22日
- ，2014年2月22日－2014年10月31日
- 保罗·真蒂洛尼，2014年10月31日－2016年12月12日（民主黨）
- 安傑利諾·阿法諾（民主黨）
- 恩佐·莫阿韋羅·米蘭內西（無黨籍）
- 路易吉·迪马约，2019年9月5日至2022年10月22日（五星運動）
- 安东尼奥·塔亚尼，2022年10月22日至今（意大利力量党）

## 外部連結
- 外交與國際合作部 （页面存档备份，存于）